# Prandota Wilczopolski
Prandota Wilczopolski herbu Nieczuja – chorąży bełski w latach 1789–1792, chorąży horodelski w 1789 roku, konsyliarz województwa lubelskiego i ziemi łukowskiej w konfederacji targowickiej.